# Piotr Stocki
Piotr Stocki (ur. 16 maja 1964 w Gdańsku) – polski wojskowy i nauczyciel akademicki, oficer Marynarki Wojennej i następnie Straży Granicznej, kontradmirał, od 2007 do 2017 komendant Morskiego Oddziału Straży Granicznej.

## Życiorys
W 1988 ukończył Wyższą Szkołę Oficerską Wojsk Łączności w Zegrzu. Studiował także na Wydziale Elektroniki i Telekomunikacji Akademii Techniczno-Rolniczej w Bydgoszczy. Ponadto odbył studia podyplomowe w Katedrze Jean Monnet na Uniwersytecie Gdańskim.
Po ukończeniu szkoły oficerskiej służył w Morskiej Brygadzie Okrętów Pogranicza MW. W 1991 rozpoczął służbę w nowo utworzonym Morskim Oddziale Straży Granicznej na stanowisku kierownika sekcji łączności i informatyki Kaszubskiego Dywizjonu SG. W 2004 podjął służbę w Komendzie Głównej SG na stanowisku dyrektora Biura Współpracy Międzynarodowej. Ponadto reprezentował Polskę w radzie zarządzającej agencji Frontex. W lipcu 2007 został komendantem Morskiego Oddziału SG.
W 2017 odszedł do rezerwy, został wykładowcą Akademii Marynarki Wojennej. Obejmował na tej uczelni stanowiska kierownika Biura ds. Studiów Zagranicznych oraz kierownika Biura Rektora.

## Odznaczenia
- Krzyż Kawalerski Orderu Odrodzenia Polski (2014, za wybitne zasługi dla umacniania suwerenności i obronności kraju, za osiągnięcia w działalności na rzecz ochrony morskiej granicy Polski)[3]
- Srebrny Krzyż Zasługi (2011, za zasługi w ochronie granicy państwowej)[4]